# Tina Trebec
Tina Trebec (ur. 10 marca 1990 w Postojnej) – słoweńska koszykarka, występująca na pozycjach sinej skrzydłowej lub środkowej, reprezentantka kraju.

## Osiągnięcia
Na podstawie, o ile nie zaznaczono inaczej.

### Drużynowe
- Mistrzyni:
  - Słowenii (2010–2012, 2017)[3][4][5]
  - Szwecji (2014, 2015)[6]
- 3. miejsce w Lidze Adriatyckiej (2020)
- Zdobywczyni Pucharu Słowenii (2011, 2012, 2016)[4][5]
- Finalistka Pucharu Słowenii (2010)[3]
- Uczestniczka międzynarodowych rozgrywek Eurocup (2015/2016, 2017/2018)

### Indywidualne
(* – nagrody przyznane przez portal eurobasket.com)
- MVP:
  - sezonu ligi słoweńskiej (2012)*[5]
  - meczu gwiazd ligi słoweńskiej (2011)[4]
  - kolejki Ligi Adriatyckiej (8, 16 – 2019/2020)[7][8]
- Najlepsza*:
  - zawodniczka krajowa ligi słoweńskiej (2012)[5]
  - środkowa ligi słoweńskiej (2012)[5]
  - nowo-przybyła zawodniczka ligi słoweńskiej (2007)[9]
- Największy postęp ligi słoweńskiej (2008)*[10]
- Zaliczona do*:
  - I składu:
    - ligi słoweńskiej (2011, 2012)[4][5]
    - defensywnego ligi słoweńskiej (2011, 2012)[4][5]
    - najlepszych zawodniczek krajowych ligi słoweńskiej (2007, 2008, 2011, 2012)[9][10][4][5]

  - II składu ligi słoweńskiej (2007, 2008)[9][10]
  - III składu ligi bułgarskiej (2017)[11]
- Uczestniczka meczu gwiazd ligi słoweńskiej (2011, 2012)[4][5]
- Liderka ligi słoweńskiej w:
  - punktach (2012 – 19,6)[5]
  - skuteczności rzutów za 2 punkty (2008 – 61,9%)[10]

### Reprezentacja

#### Seniorska
- Uczestniczka:
  - mistrzostw Europy:
    - (2017 – 14. miejsce, 2021 – 10. miejsce)
    - dywizji B (2011)

  - kwalifikacji do Eurobasketu (2013, 2015, 2017, 2019, 2021)

#### Młodzieżowe
- Uczestniczka mistrzostw Europy dywizji B:
  - U–18 (2007 – 7. miejsce)[12]
  - U–16 (2005 – 7. miejsce, 2006)